# Mahindra United Football Club
Maillots
Le Mahindra United Football Club (en marathi et en hindi : महिंद्रा यूनाइटेड फुटबॉल क्लब), plus couramment abrégé en Mahindra United, est un ancien club indien de football fondé en 1962 et disparu en 2010, et basé dans la ville de Bombay, dans l'état du Maharashtra.

## Historique
- 1962 : fondation du club sous le nom de Mahindra & Mahindra SC
- 2000 : le club est renommé Mahindra United

## Palmarès
| \| - Championnat d'Inde (1) : - Champion : 2005-06. - Coupe d'Inde (2) : - Vainqueur : 2003 et 2005. - Finaliste : 1991, 1993 et 2007. \| \| - Trophée de IFA (1) : - Vainqueur : 2006. \| |  |                                            |
| - Championnat d'Inde (1) : - Champion : 2005-06. - Coupe d'Inde (2) : - Vainqueur : 2003 et 2005. - Finaliste : 1991, 1993 et 2007.                                                        |  | - Trophée de IFA (1) : - Vainqueur : 2006. |

## Personnalités du club

### Présidents du club
- Menezes Henry

### Entraîneurs du club
| - Karel Stromšík (2002 - 2003) - Dave Booth (2003 - 2004) - Syed Nayeemuddin (2004 - 2005) |  | - Derrick Pereira (2005 - 2009) - Dave Booth (2009 - 2010) |

### Anciens joueurs du club
- Filipe Azevedo